# يوسوكي ساكاموتو
يوسوكي ساكاموتو (باليابانية: 坂元 要介) (12 يناير 1974 في كيوتو في اليابان – )؛ هو لاعب كرة قدم ياباني سابق كان يلعب كلاعب وسط.

## وصلات خارجية
- يوسوكي ساكاموتو على موقع رابطة كرة القدم اليابانية للمحترفين (اليابانية)
- يوسوكي ساكاموتو على موقع عالم كرة القدم.نت (الإنجليزية)